# Hexatoma venavitta
Hexatoma venavitta är en tvåvingeart som beskrevs av Alexander 1940. Hexatoma venavitta ingår i släktet Hexatoma och familjen småharkrankar. Inga underarter finns listade i Catalogue of Life.